# Torre UnipolSai
La Torre UnipolSai es un rascacielos de Milán en Italia.

## Historia
Los trabajos de construcción del edificio, projectado por Mario Cucinella Architects, comenzaron en 2017 con finalización prevista en 2022.

## Descripción
La torre mide 126 metros de altura.